# Ex situ
Ex situ (lateinisch für „außerhalb des [ursprünglichen] Ortes“) ist das Antonym (Gegensatzwort) zu in situ und wird als Fachbegriff in unterschiedlichen Disziplinen verwendet.
- Im Naturschutz sind Ex-situ-Maßnahmen zur Erhaltung der Artenvielfalt solche, die außerhalb des eigentlichen Lebensraums einer Art stattfinden, beispielsweise in Botanischen und Zoologischen Gärten oder in Genbanken. In-situ-Maßnahmen finden im natürlichen Lebensraum statt, beispielsweise das Ausweisen von Schutzgebieten.

- In der Physik bedeutet eine Ex-situ-Messung, dass ein zeitlich abhängiger Prozess nicht als Gesamtablauf erfasst werden kann (also in situ), sondern nur außerhalb des Prozesses einzelne Momentanmessungen gemacht werden können, aus denen dann der Prozess rekonstruiert werden muss.